# عمر دياخيتي
عمر دياخيتي (بالفرنسية: Oumar Diakhite) (9 ديسمبر 1993 في السنغال - ) هو لاعب كرة قدم سنغالي في مركز الدفاع. لعب مع إشتوريل برايا وOrlando City SC (2010–2014) ‏ وOrlando City U-23 ‏ ونادي أولهانينسي.

## روابط خارجية
- عمر دياخيتي على موقع قاعدة بيانات كرة القدم.إي يو (الإنجليزية)
- عمر دياخيتي على موقع Soccerway.com (الإنجليزية)
- عمر دياخيتي على موقع عالم كرة القدم.نت (الإنجليزية)
- عمر دياخيتي على موقع AS.com (الإسبانية)